# Atomizm logiczny
Atomizm logiczny – epistemologiczny pogląd filozoficzny zakładający możliwość wyjaśnienia prawdy o świecie w oparciu o obserwację naukową (tzw. fakty atomowe) poprzez szereg zdań elementarnych (czyli najprostszych zdań logicznych), a także, że myślenie (sądy ogólne) można rozłożyć na elementarne („atomowe”) sądy, zdania czy pojęcia. Pogląd ten głoszony był między innymi przez Ludwiga Wittgensteina w dziele Traktat logiczno-filozoficzny, natomiast nazwa została wymyślona przez Bertranda Russella